# Undrens tid
Undrens tid (originaltitel: A Walk to Remember) är en roman från 1999 av Nicholas Sparks. Romanen har översatts till mer än trettio språk och även filmatiserats.

## Handling
Bokens handling utspelas 1958 i Beauford, North Carolina. Romanens huvudperson, den ytlige tonåringen Landon, blir mot sin vilja kär i Jamie, skolans minst populära tjej. Hon är dotter till stadens mycket originella baptistpastor, som inte är särskilt positiv till att dottern ska gå ut med någon. Dessutom bär Jamie på en fruktansvärd hemlighet som gör att de båda måste omvärdera allt de tidigare trott på.